# Šinus
Šinus (lat. Schinus), biljni rod vazdazelenog drveća iz porodice vonjača. Rasprostranjen je po južnoj Americi odakle su neke vrste uvezene na druge kontinente
Postoji tridesetak vrsta. U Hrvatsku je uvezena Schinus molle, poznato kao lažni papar ili crveni papar. Njegovi crveni plodovi nalik papru po okusu puno su manje papreni i aromatični od pravoga papra.

## Vrste
1. Schinus areira L.
2. Schinus bumelioides I.M.Johnst.
3. Schinus congestiflora Silva-Luz & Pirani
4. Schinus engleri F.A.Barkley
5. Schinus fasciculata (Griseb.) I.M.Johnst.
6. Schinus ferox Hassl.
7. Schinus gracilipes I.M.Johnst.
8. Schinus johnstonii F.A.Barkley
9. Schinus kauselii F.A.Barkley
10. Schinus latifolia (Gillies ex Lindl.) Engl.
11. Schinus lentiscifolia Marchand
12. Schinus longifolia (Lindl.) Speg.
13. Schinus marchandii F.A.Barkley
14. Schinus meyeri F.A.Barkley
15. Schinus microphylla I.M.Johnst.
16. Schinus minutiflora Silva-Luz & Pirani
17. Schinus molle L.
18. Schinus montana (Phil.) Engl.
19. Schinus myrtifolia (Griseb.) Cabrera
20. Schinus obliqua Silva-Luz & J.D.Mitch.
21. Schinus odonellii F.A.Barkley
22. Schinus pampeana Bordignon & Vog.Ely
23. Schinus patagonica (Phil.) I.M.Johnst. ex Cabrera
24. Schinus pearcei Engl.
25. Schinus pilifera I.M.Johnst.
26. Schinus polygama (Cav.) Cabrera
27. Schinus praecox (Griseb.) Speg.
28. Schinus ramboi F.A.Barkley
29. Schinus roigii Ruíz Leal & Cabrera
30. Schinus spinosa Engl.
31. Schinus subtridentata (Kuntze) Silva-Luz
32. Schinus talampaya Fabbroni & M.A.Zapater
33. Schinus tarijensis Silva-Luz & J.D.Mitch.
34. Schinus terebinthifolia Raddi
35. Schinus uruguayensis (F.A.Barkley) Silva-Luz
36. Schinus venturii F.A.Barkley
37. Schinus villosa Silva-Luz & J.D.Mitch.
38. Schinus weinmanniifolia Engl.